# 筒井ガンコ堂
筒井 ガンコ堂（つつい がんこどう、本名:筒井 泰彦（つつい やすひこ）　1944年 - ）は、日本の編集者、エッセイスト。
佐賀県杵島郡北方町（現武雄市北方町）出身。京都大学法学部卒業。卒業後、平凡社に入社。2年目に雑誌『太陽』編集部に配属され嵐山光三郎と席を並べる。嵐山が編集長となったときにはデスクに指名された。その後、平凡社が経営危機に見舞われると、嵐山光三郎らと青人社の創立に参加。『DoLiVe 月刊ドリブ』の2代目編集長となる。
その後、佐賀新聞社で文化部長・論説委員・社長室長を歴任を経て、福博総合印刷が発行した「FUKUOKA STYLE」の編集長を務めた。
筒井ガンコ堂のペンネームで食に関するエッセイなどを執筆している。

## 著書
- 佐藤隆介共編著『梅安料理ごよみ』講談社文庫
- 共編著『「鬼平犯科帳」お愉しみ読本』文春文庫
- 『必冊 池波正太郎』平凡社
- 嵐山光三郎共著『江戸を食べに行く』河出書房新社

## 関連書籍
- 嵐山光三郎『昭和出版残侠伝』筑摩書房、のち文庫- 青人社時代のことが、実名で語られている。